# سنگسار (راز و جرگلان)
سنگسار (راز و جرگلان)، روستایی از توابع بخش راز و جرگلان شهرستان راز و جرگلان در استان خراسان شمالی ایران است.

## جمعیت
این روستا در دهستان غلامان قرار دارد و براساس سرشماری مرکز آمار ایران در سال ۱۳۸۵، جمعیت آن ۵۳۴ نفر (۱۱۷خانوار) بوده‌است.